# Tehnika tänav
La rue Tehnika (estonien : Tehnika tänav) est une rue de Tallinn en Estonie.

## Présentation
La rue Tehnika traverse les quartiers de Kassisaba et Veerenni de l’arrondissement de Kesklinn ainsi que Kelmiküla de l'arrondissement de Tallinn-Nord.
La rue Tehnika part de Toompuiestee et se termine à l'intersection avec la rue Filtri tee.
La ligne de Tallinn à Narva est parallèle à la rue sur toute sa longueur.
Le parc de Koidu est situé au carrefour des rues Technika et Virmalise.
La longueur de la rue est de 4,492 km.

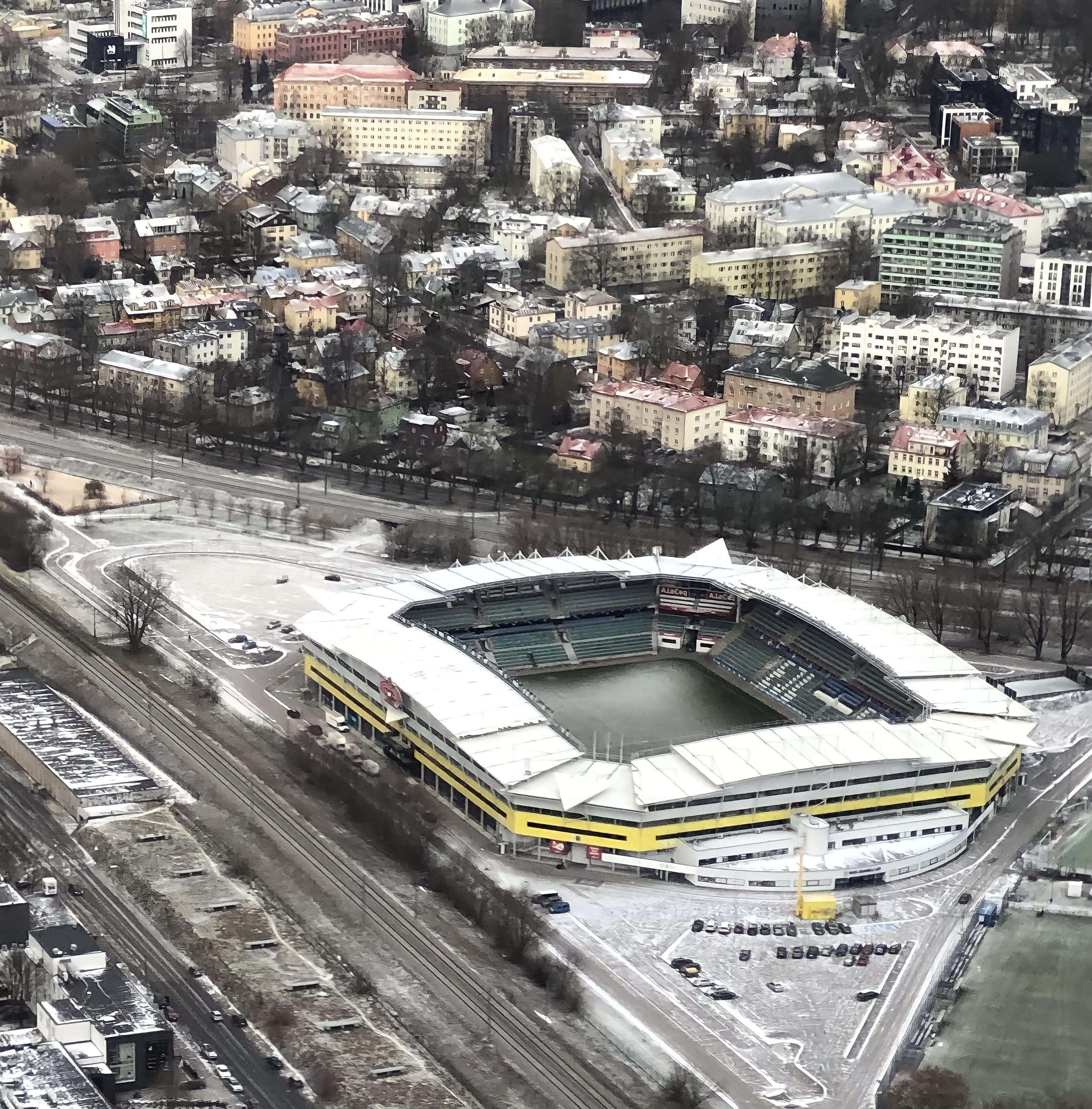
A. Le Coq Arena et les rues Tehnika tänav et Koidu tänav derrière la ligne de Tallinn à Narva.

## Lieux et monuments de la rue

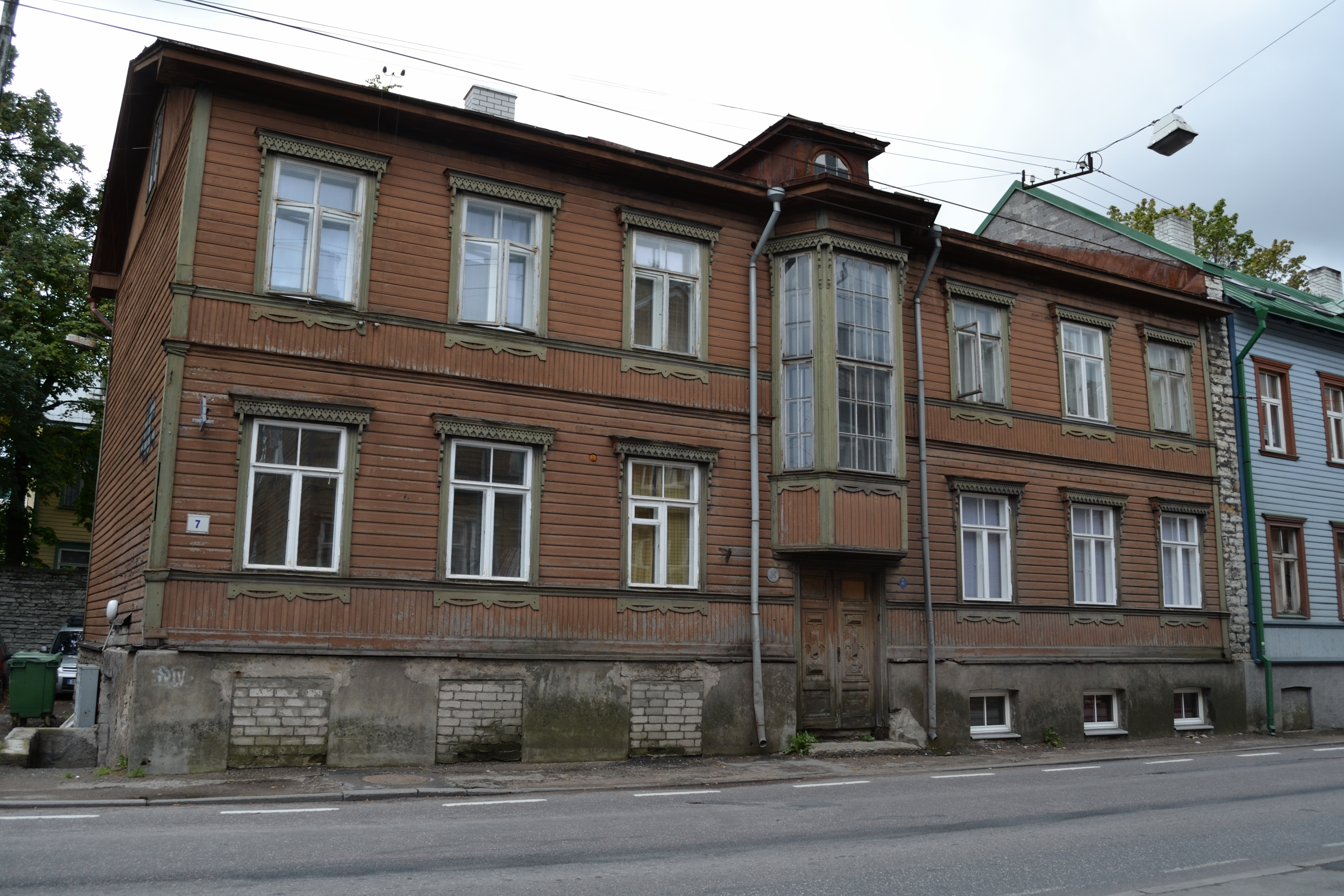
Tehnika 7
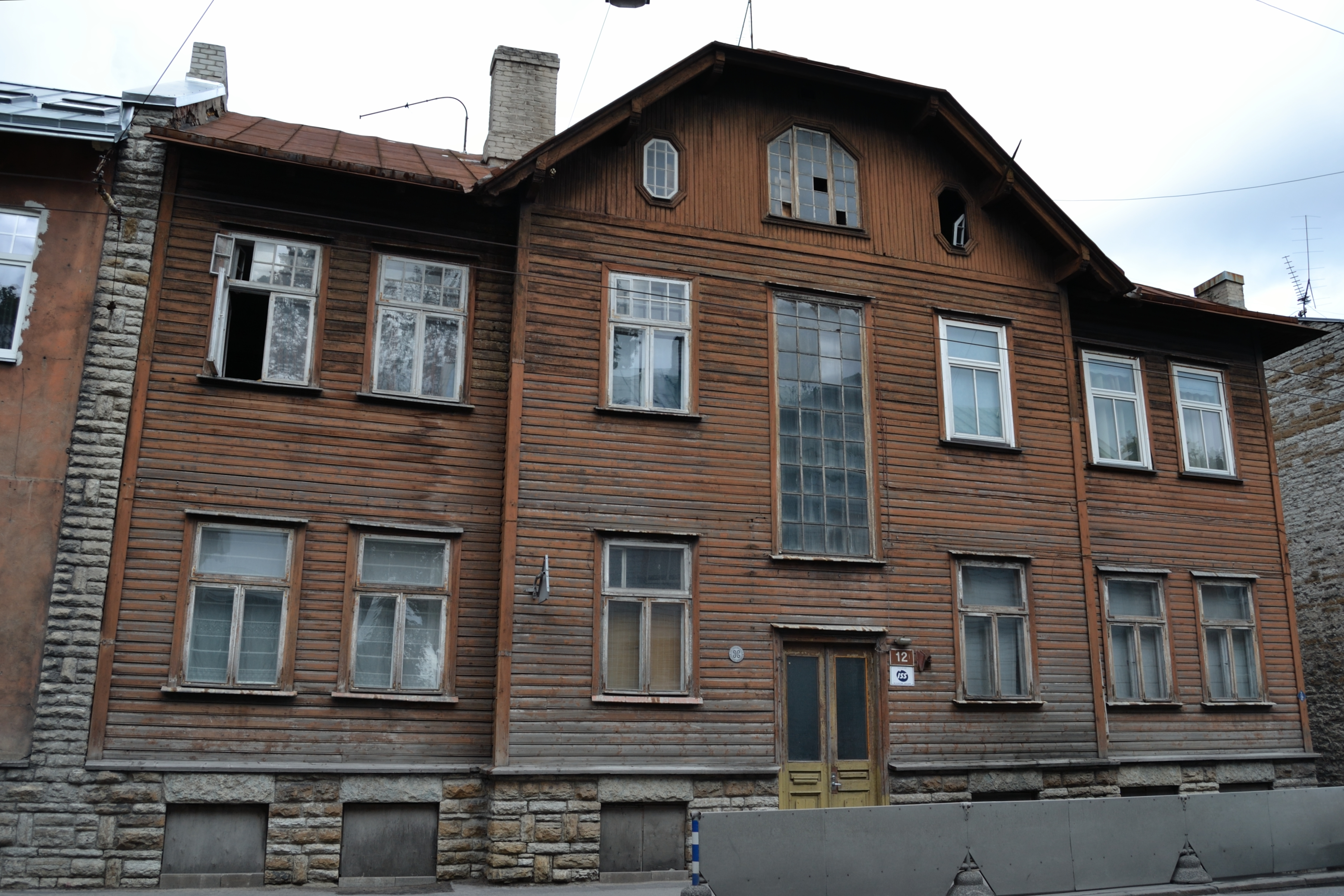
Tehnika 12
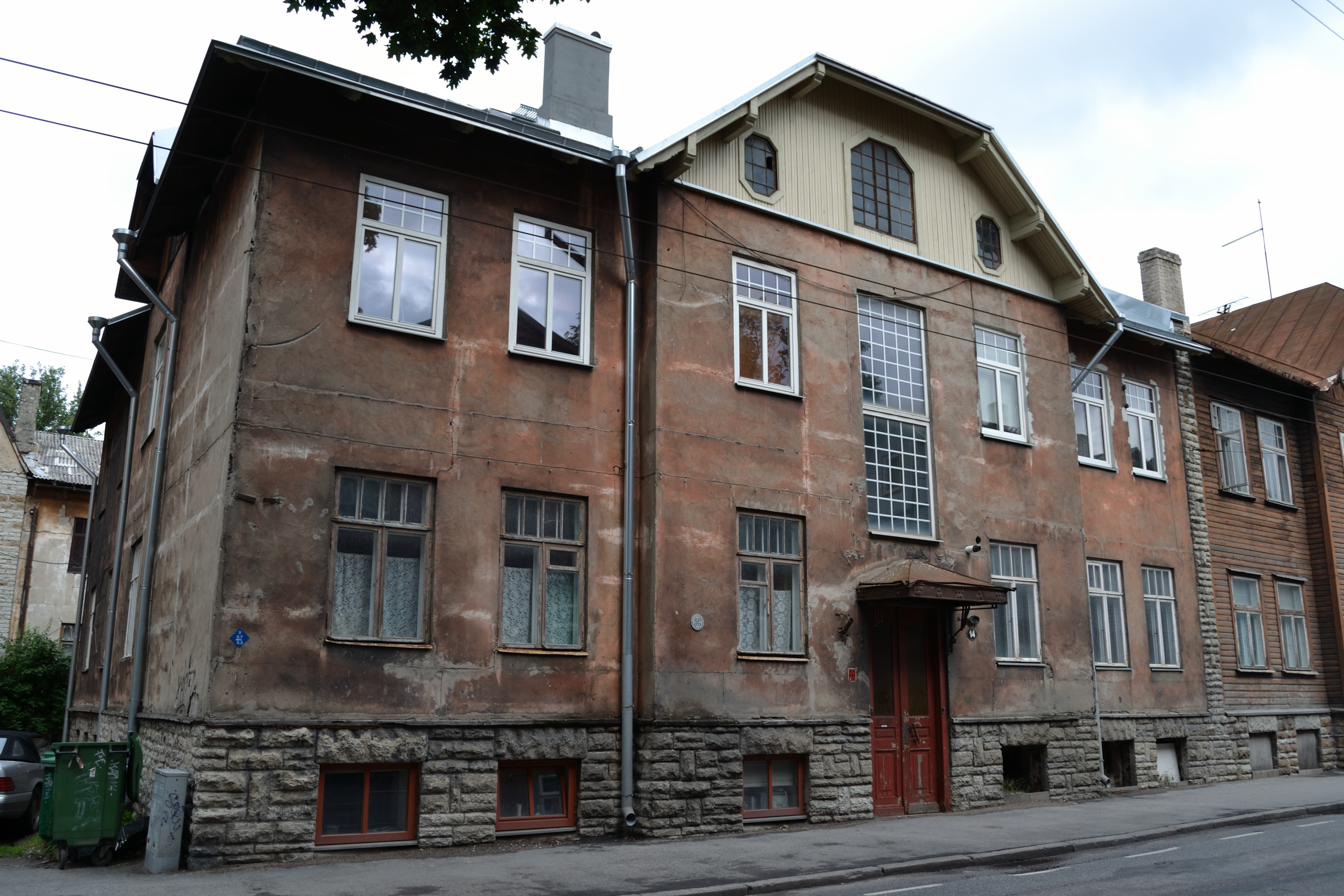
Tehnika 14
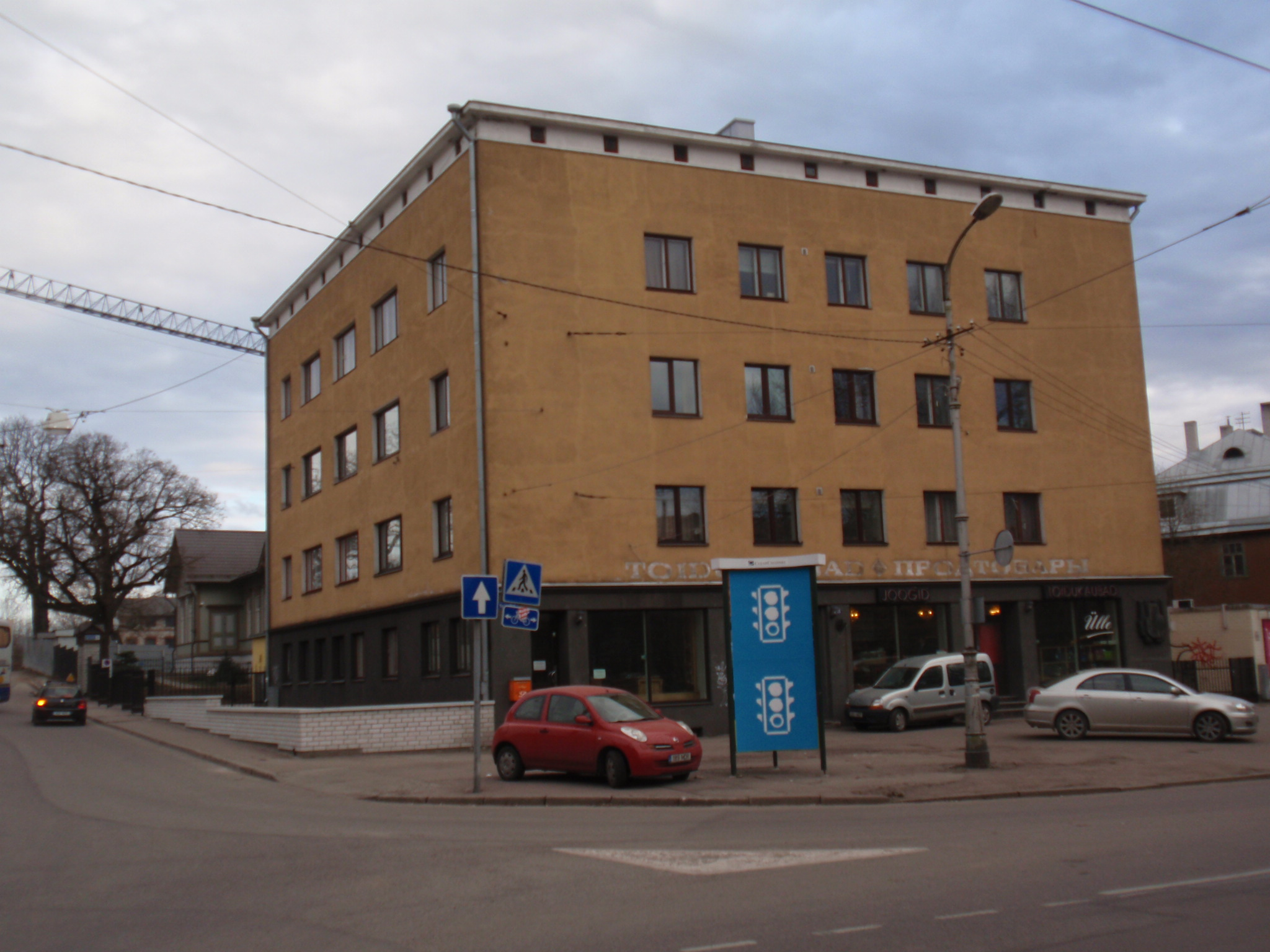
Tehnika 15

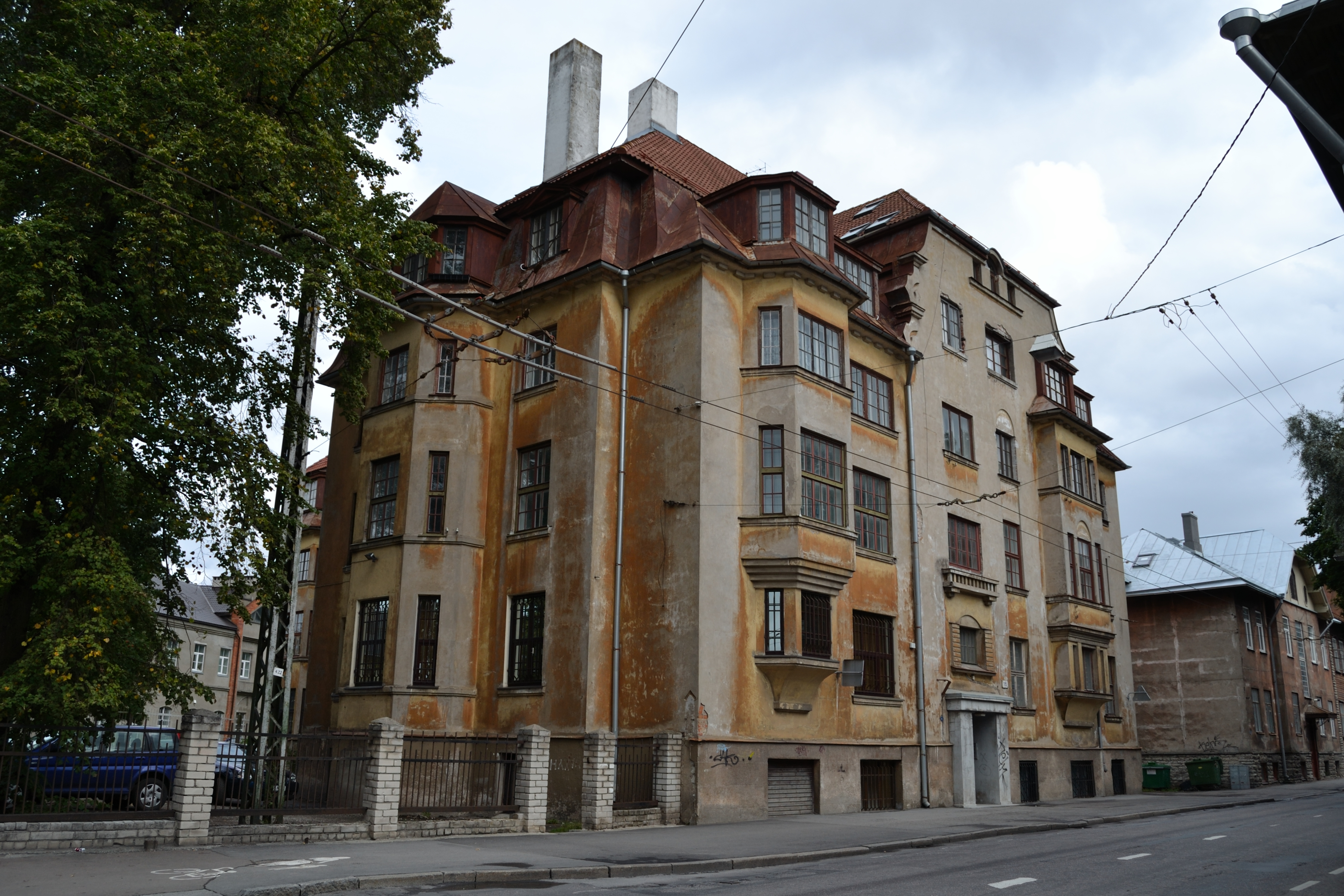
Tehnika 16
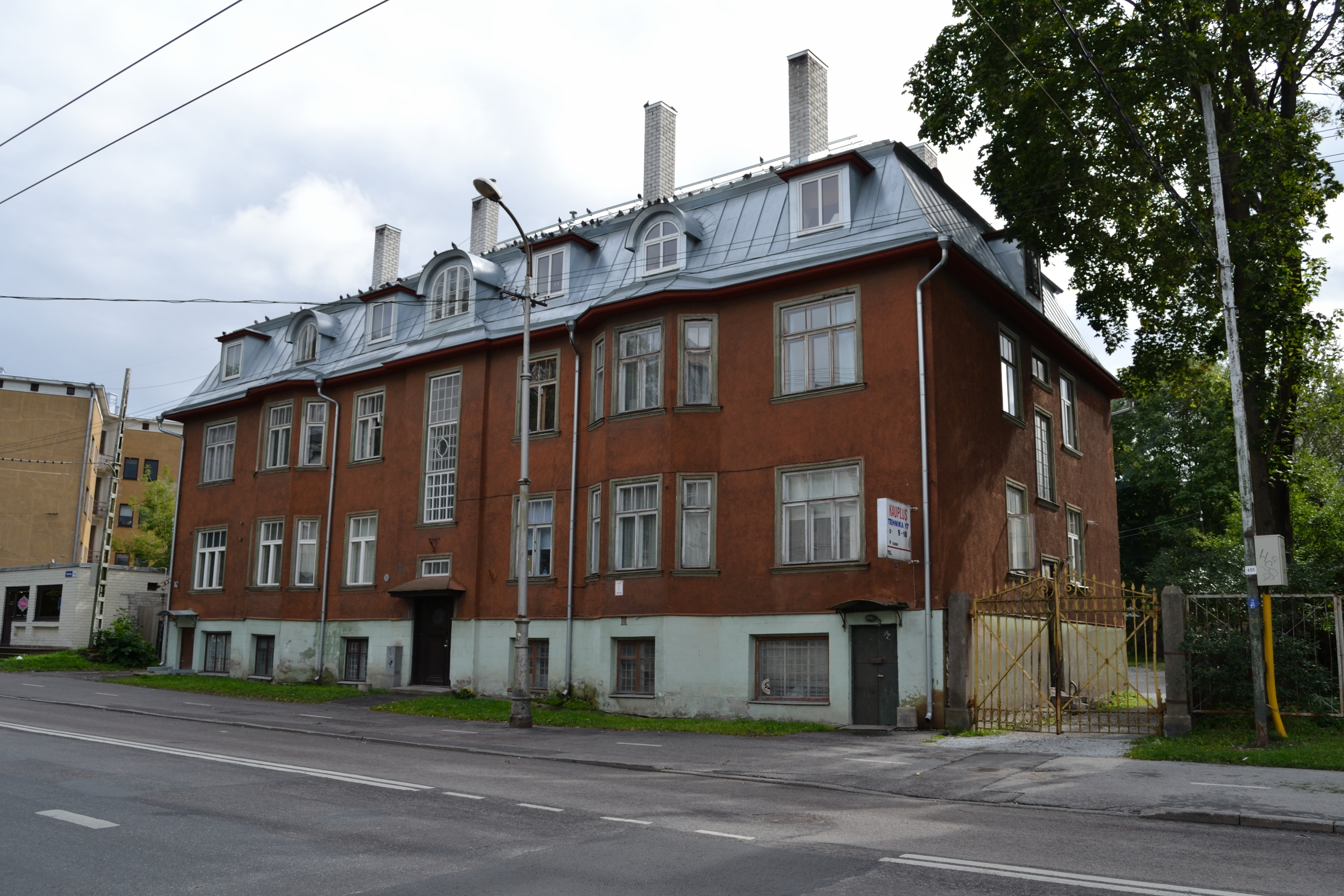
Tehnika 17
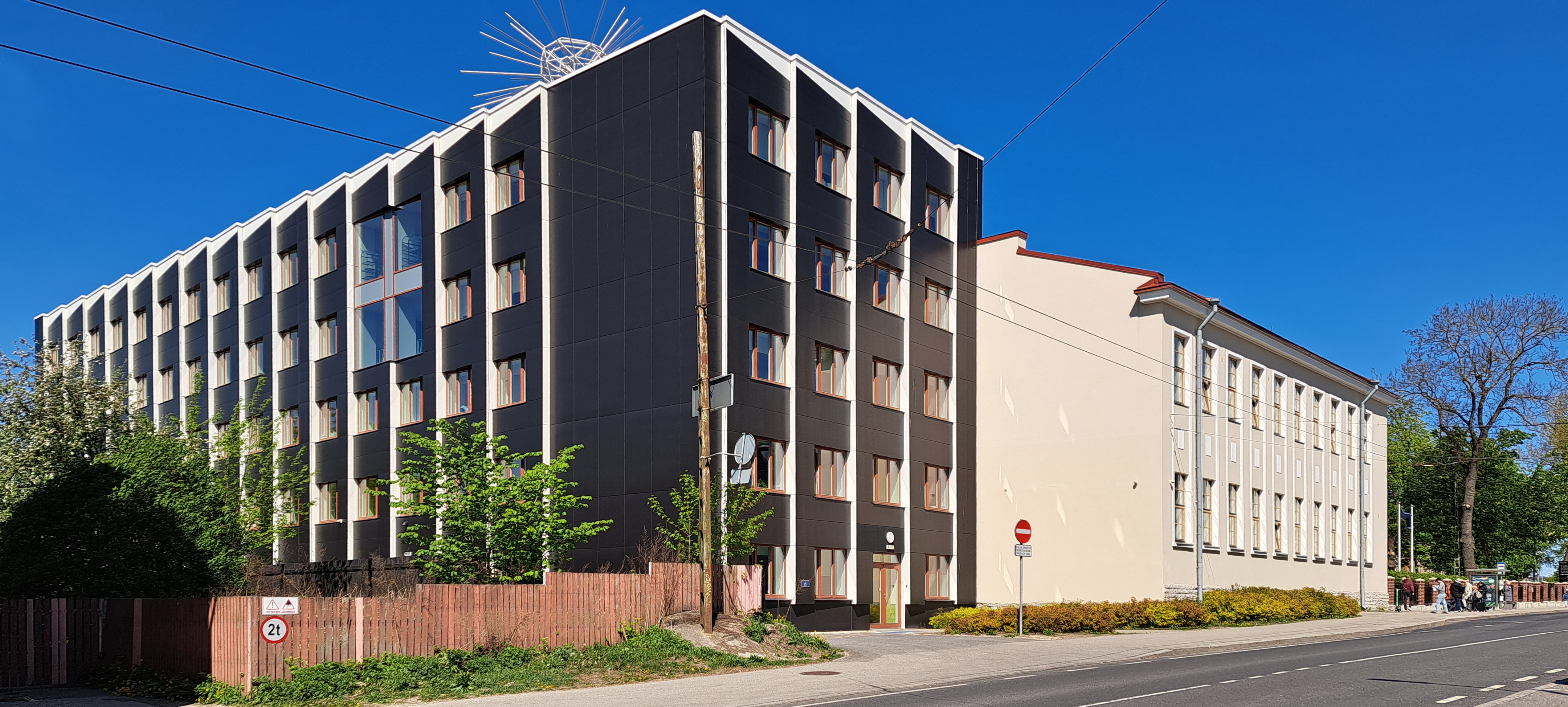
Tehnika 18
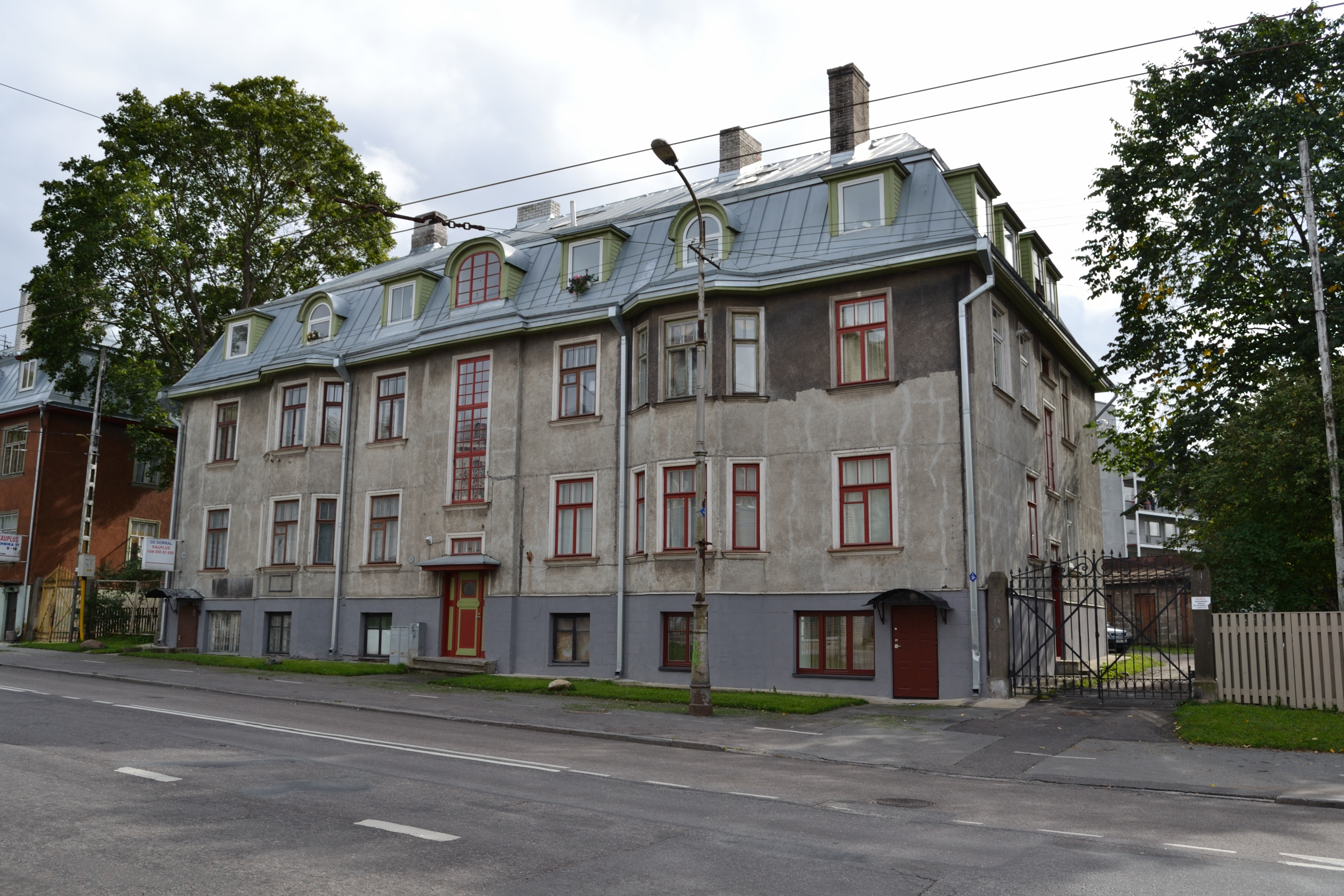
Tehnika 19

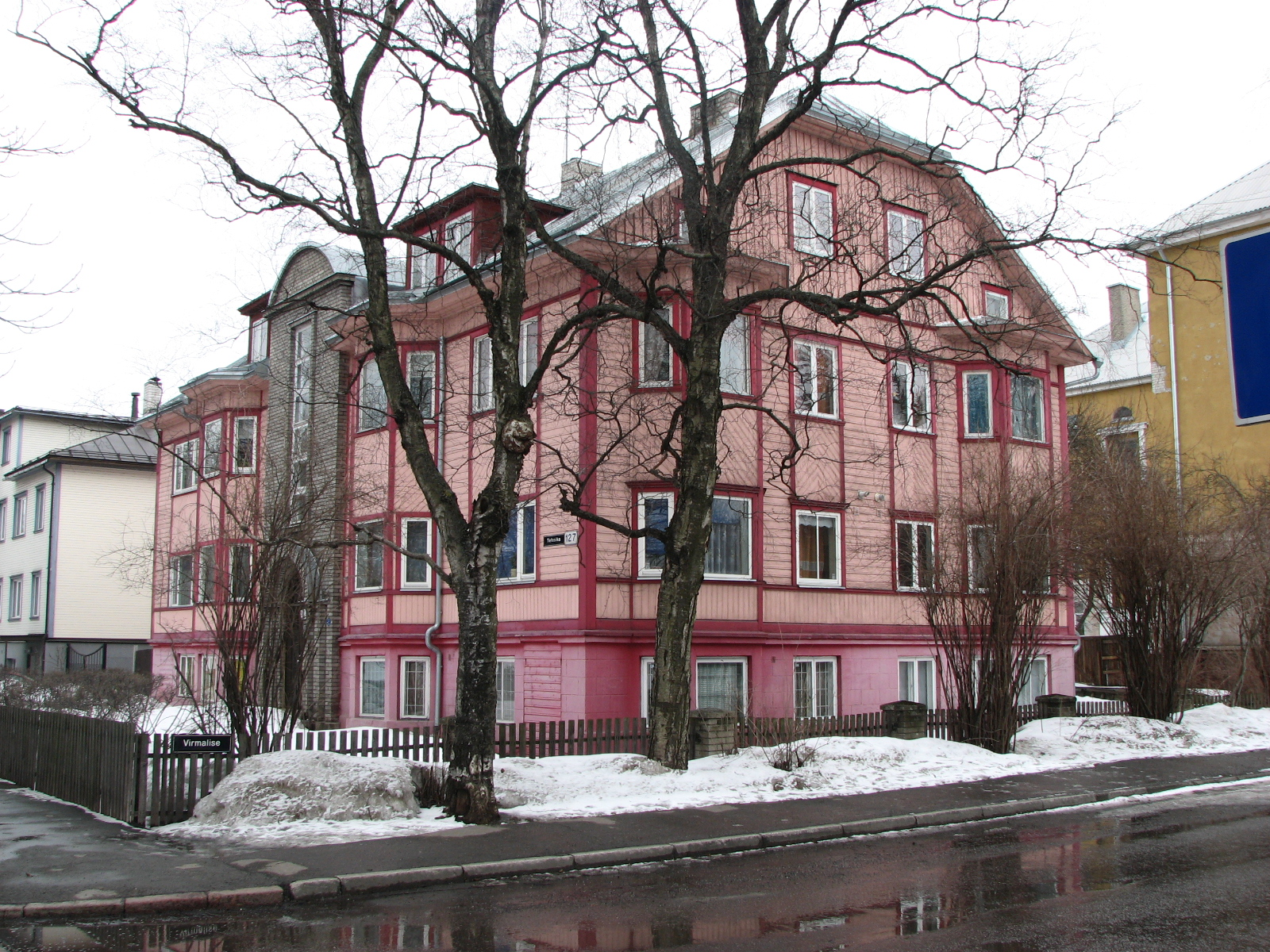
Tehnika 127
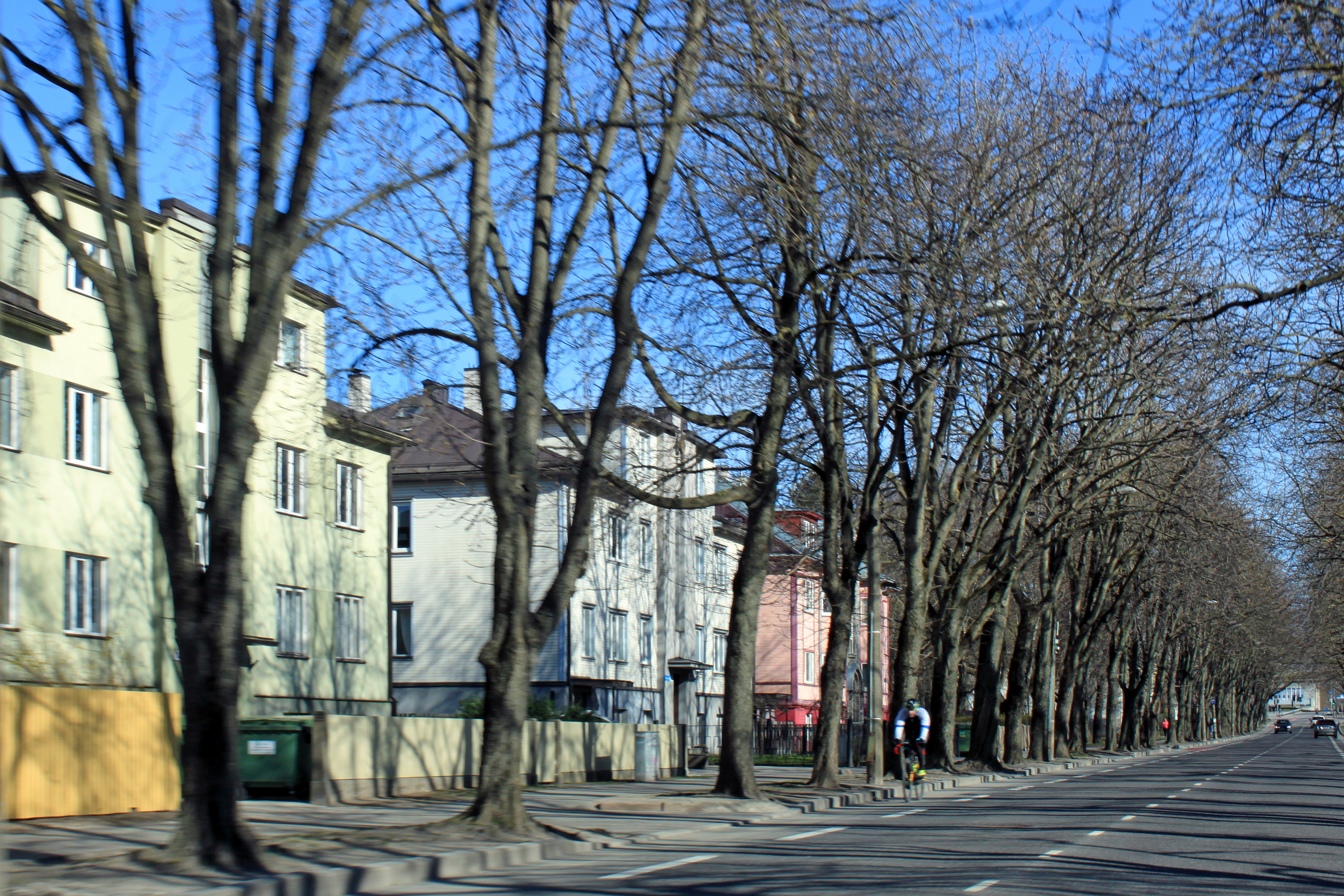
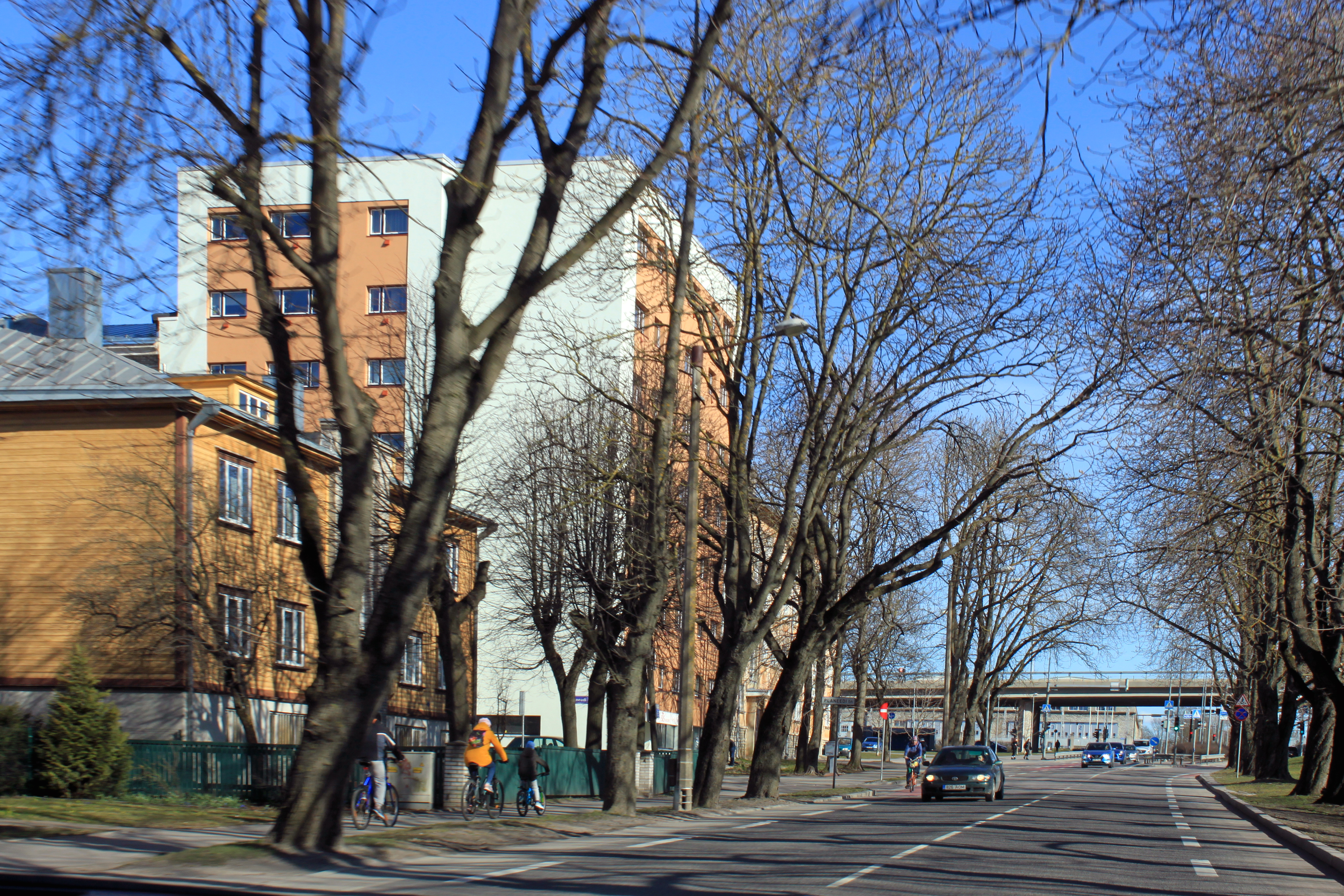
Tehnika 137
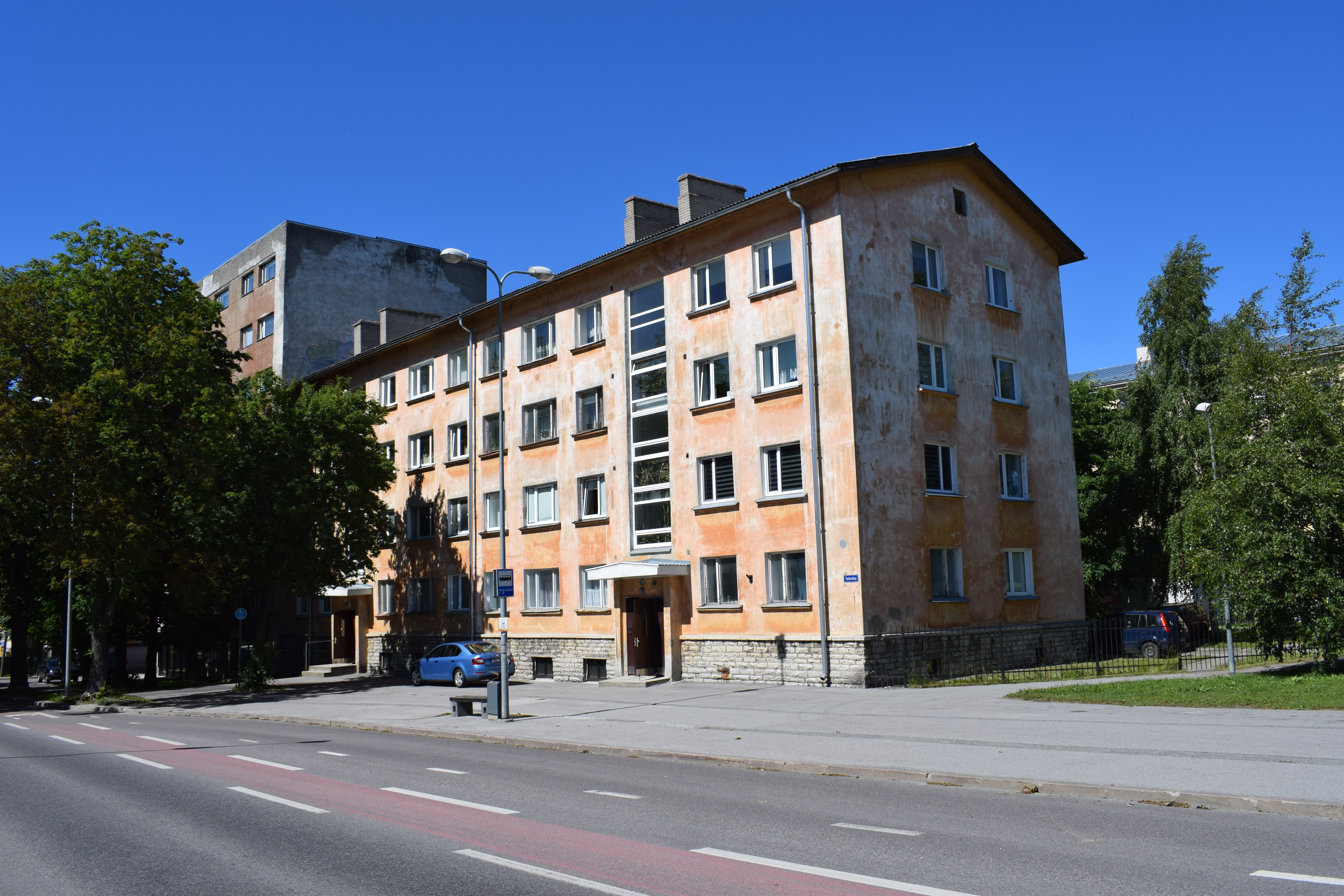
Tehnika 139